# Leonardo Castellani
Leonardo Castellani (Faenza, 19 ottobre 1896 – Urbino, 20 novembre 1984) è stato un pittore e scrittore italiano; fu un eccellente incisore calcografico.

## Biografia
Fin dalla sua gioventù sperimentò varie tipologie artistiche, dall'intaglio del legno fino alla pittura, passando per la scultura, la decorazione di locali pubblici e la ceramica; ma solo l'acquaforte, l'acquerello, il disegno e la scrittura hanno catturato il suo interesse.
Su questa sua propensione, quasi intatta, per la sperimentazione, ha influito l'essere cresciuto in un ambiente severo di maestri artigiani; oltre ad un grande interesse per la lettura e la scrittura.
Castellani ha imparato l'arte calcografica da autodidatta, dopo aver frequentato l'Accademia di belle arti di Firenze, assieme a Osvaldo Licini, nella quale sperimentò la scultura, durante il periodo della prima guerra mondiale. Entrò in contatto con l'avanguardia futurista, a Roma e a Cesena, conoscendo anche Filippo Tommaso Marinetti e Giacomo Balla. Sempre a Cesena, si appassionò alla ceramica, grazie alla frequentazione della fabbrica di famiglia, poi distrutta da un incendio; in seguito, a Venezia, ebbe modo di sperimentare la pittura e di stringere amicizia con Vincenzo Cardarelli, Virgilio Guidi, Pio Semeghini, Diego Valeri ed Ezra Pound. Ma è con il soggiorno fanese (1928 - 30) che Castellani s'impegna maggiormente per acquisire la tecnica calcografica; da questo momento, fino agli anni della seconda guerra mondiale, è stata una continua sperimentazione ed elaborazione di tale tecnica.
Nel 1930 arrivò all'Istituto per l'Illustrazione e la Decorazione del Libro, dove ottenne la cattedra di Calcografia; durante il lungo periodo di questo insegnamento formò molti artisti, come Salvatore Fiume, Remo Brindisi, Nunzio Gulino, Arnoldo Ciarrocchi, Renato Bruscaglia, Arnaldo Battistoni, Enrico Ricci, Walter Piacesi, Adriano Calavalle e tanti altri.
Castellani s'impegnò anche nella vita culturale di Urbino: lo dimostra il fatto che fu socio della locale Accademia Raffaello, dal 6 maggio 1940, e ricoprì la carica di Vicesegretario nel Consiglio Direttivo, dal 1946 al 1949.
Il vero capolavoro letterario di Castellani è il trittico editoriale composto da: Pagine senza cornice (1946), Quaderni di un calcografo (1955) e Carte sotto stampa (1974). Mentre l'opera letteraria Vivere nel tuo paese è una specie di autobiografia.
Quando ha iniziato a sperimentare l'incisione calcografica, Castellani ha privilegiato, come soggetti, principalmente i paesaggi ma anche la figura umana e le nature morte. Dal 1928 al 1973, Castellani realizzò 798 incisioni, in tirature minime.
La fonte della sua ispirazione per le incisioni derivava dalla lezione degli artisti del XVII e XVIII secolo; ma non solo, perché Castellani traeva ispirazione anche dalle incisioni calcografiche di Fattori e degl'incisori dei primi venti anni del XX secolo, come Giorgio Morandi, Carlo Carrà e molti altri.
Nel secondo dopoguerra, Castellani godeva di un ampio consenso tra gli incisori suoi contemporanei ed era stimato dai collaboratori della rivista Il Selvaggio, che fu un importante canale di diffusione del nuovo stile dell'incisione italiana.
Castellani intraprese una nuova esperienza, con la fondazione della rivista Valbona, uscita tra il 1957 e il 1961, in venti fascicoli e in una tiratura limitatissima.
Si spense il 20 novembre 1984. Due anni dopo, i suoi eredi hanno donato più di cento sue incisioni calcografiche al Comune di Urbino, che le ha esposte in una sala (a lui dedicata) all'interno del palazzo dell'ex Collegio Raffaello.

## Scritti
- La collina di Epsom, Urbino, Argalia editore, 1965.
- L'uomo che passa. Scritti del Futurismo inediti e rari, T. Mattioli (a cura di), Pesaro, Metauro edizioni, 2002, ISBN 88-87543-20-8 (pubblicazione postuma).